# Graphinotus
Graphinotus es un género de arácnido  del orden Opiliones de la familia Gonyleptidae.

## Especies
Las especies de este género son:
- Graphinotus gratiosus
- Graphinotus magnificus
- Graphinotus ornatus
- Graphinotus roseus
- Graphinotus sawayai
- Graphinotus viridiornatus